# Stridbukken
Der Stridbukken (norwegisch für Dickschädel) ist ein kliffartiger Berg im ostantarktischen Königin-Maud-Land. Im Borg-Massiv ragt er 1,5 km südwestlich des Møteplassen auf.
Norwegische Kartographen, die ihn auch benannten, kartierten ihn anhand von Luftaufnahmen und Vermessungen der Norwegisch-Britisch-Schwedischen Antarktisexpedition (1949–1952).